# Prisión de Mahara
La Prisión de Mahara  es una cárcel de máxima seguridad, y una de las prisiones más grandes de Sri Lanka. Situado en la ciudad vieja de Mahara en la Provincia Occidental, fue construida en 1875 por el gobierno colonial británico para aliviar la congestión en la prisión de Isla de los Esclavos. Fue utilizada para albergar a los presos que trabajaban en el aplastamiento de las piedras en la cantera Mahara. Desde su creación, ha tenido un puesto de policía adjunto. La prisión es administrada por el Departamento de Prisiones de Sri Lanka.